# Kornatowo
Kornatowo – wieś w Polsce położona w województwie kujawsko-pomorskim, w powiecie chełmińskim, w gminie Lisewo.
W latach 1939 - 1942 dotychczasową nazwą wsi (i znajdującego się tam majatku) było Kornatowo, lecz po przeprowadzonej zamianie nazw miejscowości w Okręgu Rzeszy Gdańsk-Prusy Zachodnie, w latach 1942 - 1945 nazywała się Konraden, Kreis Kulm (Weichsel).

## Podział administracyjny
W latach 1939–1945 położona była w okręgu Rzeszy Gdańsk-Prusy Zachodnie, w rejencji bydgoskiej (Regierungsbezirk Bromberg), w powiecie Chełmno (Kreis Kulm).
W latach 1975–1998 miejscowość administracyjnie należała do województwa toruńskiego.

## Demografia
Według Narodowego Spisu Powszechnego (III 2011 r.) wieś liczyła 389 mieszkańców. Jest drugą co do wielkości miejscowością gminy Lisewo.

## Jeziora
We wsi znajduje się jezioro Kornatowskie o powierzchni 48-60 ha i głębokości maksymalnej 3,2 m. Zwierciadło wody położone jest na wysokości 91,7-92,0 m n.p.m. Średnia głębokość wynosi 1,3 m

## Zabytki
Według rejestru zabytków NID na listę zabytków wpisany jest park dworski z początku XX w., nr rej.: 485 z 9.09.1985.
Do lat 80. XX wieku w miejscowości stał dwór. Obecnie pozostały jedynie relikty parku z początku XX wieku.

## Stacja kolejowa
Znajduje się tu stacja kolejowa, zbudowana w roku 1882. Leży na 33,733 km linii kolejowej nr 207 Toruń Wschodni – Malbork.

## Historia
Osada wymieniana w 1437 r. jako własność Zakonu w wójtostwie lipienieckim. W 1525 r. należała do Franciszka Estkena z Torunia. W 1531 roku król Zygmunt I zezwolił Franciszkowi Estkenowi na sprzedaż wsi staroście golubskiemu Stanisławowi Kostce.